# César Vea
César Vea (Logroño, 5 de febrero de 1965) es un actor y productor de cine español, conocido por interpretar los papeles de Gustavo Gil en Compañeros y Cesáreo Villar en la telenovela Acacias 38.

## Biografía
César Vea nació el 5 de febrero de 1965 en Logroño, en la Comunidad de La Rioja (España), desde temprana edad mostró inclinación por la actuación.

## Carrera
César Vea se licenció en teatro en el bachillerato de Madrid. Luego completó su educación estudiando actuación tanto en Nueva York como en Los Ángeles. Ha participado en numerosas series de televisión españolas como Compañeros, en Hospital Central, en Al filo de la ley, en Los simuladores, en Doctor Mateo, en Isabel, en El Ministerio del Tiempo y en la telenovela Acacias 38. En el campo cinematográfico actuó en El laberinto del fauno, en Bajo las estrellas, en La torre de Suso, en 25 kilates, en Lope, en Plan de fuga y en El tutor.

## Filmografía

### Actor

#### Cine
| Año  | Título                             | Personaje         | Director                                       |
| ---- | ---------------------------------- | ----------------- | ---------------------------------------------- |
| 1995 | Tierra                             | Miñón             | Julio Médem                                    |
| 1996 | Bwana                              | Joaquín           | Imanol Uribe                                   |
| 1996 | Más que amor, frenesí              | Julio             | Alfonso Albacete, Miguel Bardem y David Menkes |
| 1998 | Insomnio                           | Chico Pasaje      | Chus Gutiérrez                                 |
| 1998 | Torrente, el brazo tonto de la ley | Borja             | Santiago Segura                                |
| 1998 | Barrio                             | Guardia jurado    | Fernando León de Aranoa                        |
| 1999 | Muertos de risa                    | Policía sensible  | Álex de la Iglesia                             |
| 1999 | Las huellas borradas               | Funcionario       | Enrique Gabriel                                |
| 2002 | El sueño de Ibiza                  | Hermano de Carlos | Igor Fioravanti                                |
| 2004 | El séptimo día                     | Camionero         | Carlos Saura                                   |
| 2006 | Amor en propia defensa             | Directivo club    | Rafa Russo                                     |
| 2006 | El laberinto del fauno             | Serrano           | Guillermo del Toro                             |
| 2007 | Bajo las estrellas                 | Pistolas          | Félix Viscarret                                |
| 2007 | La torre de Suso                   | Mote              | Tom Fernández                                  |
| 2008 | Retorno a Hansala                  | Cirilo            | Chus Gutiérrez                                 |
| 2008 | 25 kilates                         | Guardaespaldas    | Patxi Amezcua                                  |
| 2010 | Lope                               | Gigante           | Andrucha Waddington                            |
| 2016 | Wild Oats                          | Senior Policeman  | Andy Tennant                                   |
| 2016 | Plan de fuga                       | Jefe operaciones  | Iñaki Dorronsoro                               |
| 2018 | El tutor                           | Gabriel           | Diego Arjona                                   |

#### Televisión
| Año       | Título                   | Personaje      | Notas         |
| --------- | ------------------------ | -------------- | ------------- |
| 1993      | Crónicas del mal         | Compañero II   | 1 episodio    |
| 1995      | ¡Ay, Señor, Señor!       | Vendedor       | 1 episodio    |
| 1996      | La casa de los líos      |                | 1 episodio    |
| 1997      | Querido maestro          |                | 1 episodio    |
| 1997      | Éste es mi barrio        |                | 1 episodio    |
| 1997-1998 | Más que amigos           | Guardia        | 2 episodios   |
| 1998-2001 | Compañeros               | Gustavo Gil    | 108 episodios |
| 2004      | Hospital Central         | Ángel          | 2 episodios   |
| 2005      | Al filo de la ley        | Cortés         | 13 episodios  |
| 2006-2007 | Los simuladores          | León           | 17 episodios  |
| 2008      | Plan América             |                | 1 episodio    |
| 2009-2011 | Doctor Mateo             | Abel Pozuelo   | 6 episodios   |
| 2011-2012 | Isabel                   | Pedro Girón    | 3 episodios   |
| 2015      | Cuéntame cómo pasó       | Médico Luchi   | 1 episodio    |
| 2017      | El Ministerio del Tiempo | Capataz        | 1 episodio    |
| 2018-2020 | Acacias 38               | Cesáreo Villar | 545 episodios |

#### Cortometrajes
| Año  | Título                                               | Personaje            | Director                  |
| ---- | ---------------------------------------------------- | -------------------- | ------------------------- |
| 1995 | El secdleto de la tlompeta                           | El Obrero            | Javier Fesser             |
| 1999 | R.I.P. El ladrón de bicicletas                       | Policía, zangolotino | Pepe Pereza               |
| 1999 | La última parada (Lo peor de todo)                   |                      | Ricardo A. Solla          |
| 2001 | La foto                                              |                      | Ricardo A. Solla          |
| 2002 | Roma no paga traidores                               | Padre Miguel         | Alejandro Ripoll Carrasco |
| 2004 | ¡Ay, Adolfo...!                                      | Adolfo               | Javier López Barreira     |
| 2009 | Emperrado                                            | Father               | Patrick Bencomo           |
| 2009 | Un suceso neurasténico en la vida de Ernesto Cadorna | Ernesto Cadorna      | Fernando Ronchese         |
| 2010 | El cortejo                                           |                      | Marina Seresesky          |
| 2011 | El espanto                                           | Jefe                 | J.J. Marcos               |

### Productor

#### Cine
| Año  | Título             | Director      |
| ---- | ------------------ | ------------- |
| 2004 | ¡Ay, Adolfo...!    | Javier Fesser |
| 2021 | Shooting for Mirza | Juan Gautier  |